# Fuente Obejuna
Fuente Obejuna là một thành phố tại tỉnh Córdoba, Tây Ban Nha. Theo điều tra dân số 2006 (INE), thành phố này có dân số là 5409 người.